# Реагенти типу ПАФ
Реагенти типу ПАФ (амінофосфат), (рос. реагенты типа ПАФ (аминофосфат); англ. ПАФ-type reagents (aminophosphate); нім. Reagenzien n pl vom ПАФ-Typ (Aminophosphat n)) — поліетиленамінофосфонова кислота, інгібітор відкладання солей (сульфату Са і карбонату Са) у нафтовій свердловині, системі підготовки нафти і води. Використовуються у вигляді водного розчину темно-коричневого кольору. Реаґент ПАФ-1 добре розчиняється у воді і не розчиняється в нафті та органічних розчинниках; нетоксичний. Інгібітор горючий, але вибухобезпечний, за токсичністю — помірно небезпечна сполука з невираженим коефіцієнтом видової чутливості (1,76) та орієнтовно безпечним рівнем впливу (2 мг/м3). Сумісність з мінералізованими водами визначають в основному за вмістом йонів Са — слабкоконцентрований розчин реагенту (0,1-1 %), приготований на прісній воді, сумісний з пластовою водою при вмісті іонів Са2+ до 16000 мг/л. Густина 900—920 кг/м3, температура плавлення 115—120 °С, розкладається при температурі понад 150 °С.
Реагент ПАФ-13 (ТУ 6-05-05-78) — інгібітор відкладання солей на основі поліетиленполіамін-метилфосфонових кислот та їх солей, має високу ефективність при обробленні газліфтних свердловин. Подібний до реаґенту ПАФ-1. Композиція на базі ПАФ-13: ПАФ-13 — 40 %; етиленгліколь — 42 %, вода — 18 % рекомендується для постійного дозування в зимовий час у газліфтних свердловинах. Під час протискування інгібітора у ПЗП використовують 2–10 % розчини у воді. Реаґент ПАФ-13 у кількості 0,1 — 2 мг/л збільшує індукційний період більше ніж у 4 рази.